# 더 리더: 책 읽어주는 남자 (영화)
《더 리더: 책 읽어주는 남자》(The Reader)는 베른하르트 슐링크의 1995년 동명의 소설을 원작으로한 2008년에 공개된 미국-독일 합작의 로맨스 드라마 영화이며, 스티븐 돌드리가 감독, 데이비드 헤어가 각본을 맡았다. 케이트 윈슬렛과 레이프 파인스, 그리고 젊은 배우인 다비트 크로스등이 출연했다. 개봉에 앞서 사망한 영화 제작자들인 앤서니 밍겔라와 시드니 폴락의 마지막 작품이기도 하다.
중년의 독일 변호사인 마이클 베르크가 어린 시절인 1958년에 나이가 많은 여성 한나 슈미츠와 사랑에 빠지다가 그녀가 사라진 후, 몇년만에 나치의 강제 수용소에서 감시원으로 활동했던 그녀의 행적으로 전쟁 범죄 재판을 맞이한 피고 중 한 명으로서 다시 나타나게 된 이야기를 다루고 있다. 마이클은 만약에 밝힌다면 그녀의 재판을 도울 수 도 있는, 그녀가 나치 시절의 과거보다도 더 중요하다고 믿는 그녀의 개인적인 비밀을 알아차린다.
영화 제작은 2007년 9월 독일에서 시작되었으며, 2008년 12월 10일 제한 상영과 동시에 제59회 베를린 국제 영화제에서 상영되었다. 대한민국에는 2009는 3월 26일 개봉하였다. 윈슬렛과 어린 시절의 마이클을 연기한 크로스는 연기로 극찬을 받았으며; 윈슬렛은 아카데미 여우주연상을 포함한 여러 상들을 수상했다. 영화 또한 아카데미 작품상을 포함한 주요 상들의 후보에 오르기도 했다.

## 줄거리
1958년, 15세 소년 미하엘은 36세의 여성 한나와 우연히 만나 여름 동안 격정적인 사랑에 빠진다. 한나는 미하엘에게 책을 읽어달라고 부탁하고, 둘은 함께 시간을 보내지만, 여름이 끝날 무렵 한나는 갑자기 사라진다. 이후 미하엘은 여성에게 쉽게 다가가지 못하는 인물로 성장한다.
1966년, 법대생이 된 미하엘은 우연히 전범 재판을 참관하게 되는데, 그곳에서 한나를 피고인으로 발견한다. 한나는 나치 강제 수용소의 간수였으며, 수백 명의 유대인 여성과 아이들이 교회에 갇힌 채 화재로 사망한 사건에 연루되어 있었다. 재판 과정에서 한나가 사건의 책임을 인정하지만, 미하엘은 그녀가 문맹이라는 사실을 깨닫는다. 사실 한나는 자신의 문맹 사실을 숨기기 위해 거짓 자백을 했던 것이다. 그러나 미하엘은 이 사실을 밝히지 않고, 한나는 종신형을 선고받는다.
수감된 한나에게 미하엘은 자신이 읽어주었던 책들을 녹음해 보낸다. 한나는 이 녹음들을 통해 글을 깨우치고, 미하엘에게 편지를 쓰지만, 미하엘은 그녀에게 답장하지 않는다. 한나가 가석방될 시기가 다가오자 미하엘은 그녀의 사회 복귀를 돕지만, 여전히 냉담한 태도를 보인다. 출소 당일, 한나는 스스로 목숨을 끊고, 유언으로 자신의 돈을 화재 사건의 생존자인 일라나에게 남긴다.
미하엘은 일라나를 찾아 한나와의 관계와 그녀의 문맹 사실을 털어놓지만, 일라나는 그 돈을 거절한다. 미하엘은 한나의 이름으로 유대인 문해 단체에 기부하고, 딸에게 한나와의 이야기를 들려주며 영화는 끝난다.

## 캐스팅
- 케이트 윈슬렛 - 한나 슈미츠
- 레이프 파인스 - 나이든 마이클 베르크
- 다비트 크로스 - 젊은 마이클 베르크
- 브루노 간츠 - 롤 교수
- 알렉산드라 마리아 라라 - 일라나 마터
- 레나 올린 - 로즈 마터
- 비예스나 페르키츠 - 소피
- 카롤리네 헤르푸르트 - 마르테
- 부르크하르트 클라우스너 - 하나의 재판 판사
- 린다 바셋 - 교도관 브레너
- 하나 헤르츠스프룽 - 줄리아
- 주자네 로타어 - 카를라 베르크
- 플로리안 바르톨로메이 - 토마스 베르크
- 볼커 브루흐 - 디터 스펜츠